# Peter Gerhardsson
Peter Gerhardsson (Uppsala, 22 de agosto de 1959) é um treinador e ex-futebolista sueco.
Dirige a seleção sueca de futebol feminino desde 2017, sucedendo a Pia Sundhage. 
Foi jogador dos clubes Hammarby IF (1978–1987), Vasalunds IF (1988-1990), Enköpings SK (1991-1992) e Upsala IF (1967-1977). Foi treinador dos clubes BK Häcken, Helsingborgs IF, Enköpings SK, Bälinge IF, BKV Norrtälje, Upsala IF, assim como da Seleção Sueca de Futebol Sub-17. 